# 배정혜
배정혜는 대한민국의 가수다. 2017년 싱글 《사랑의 주께로》로 데뷔했다.

## 방송
- 씨씨엠스타 2 (2014) - 은상

## 음반
- 사랑의 주께로 (2017)